# Probles anatolicus
Probles anatolicus är en stekelart som beskrevs av Horstmann 1981. Probles anatolicus ingår i släktet Probles och familjen brokparasitsteklar. Inga underarter finns listade i Catalogue of Life.